# Hamitiska
Hamitiska språk är en tidigare använd gruppering av språk i den afroasiatiska språkfamiljen (Fornegyptiska, Berbiska och Kushitiska) . Beteckningen syftar ursprungligen på språk talade av hamiter, avkomlingar till Noas son Ham, en lika föråldrad benämning som dessutom haft rasistiska övertoner.